# Švédská literatura
Švédská literatura je literatura psaná švédsky nebo švédskými autory.

## Historie

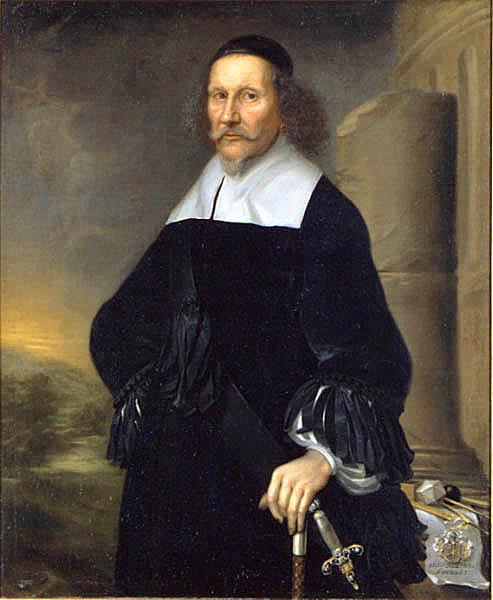
Georg Stiernhielm

Prvním švédským literárním textem jsou runy na kameni z Röku, vyryté za dob Vikingů kolem roku 800 našeho letopočtu. Po obrácení země na křesťanství kolem roku 1100 vstoupilo Švédsko do středověku, kdy klášterní spisovatelé upřednostňovali latinu. Z toho důvodu pochází z tohoto období jen málo textů ve staré švédštině. Švédská literatura začala vzkvétat až po standardizaci švédštiny v 16. století, která byla následkem úplného překladu Bible do švédštiny v roce 1541. Tento překlad se nazývá Bible Gustava Vasy.
V 17. století po zdokonalení vzdělávání a díky svobodě nabyté po zesvětštění několik významných autorů dále rozvíjelo švédštinu. Mezi klíčové osobnosti patří Georg Stiernhielm (17. století), který psal jako první klasickou poezii ve švédštině; Johan Henric Kellgren (18. století), který psal jako první plynulou švédskou prózu; Carl Michael Bellman (konec 18. století) psal jako první burleskní balady; a August Strindberg (konec 19. století), sociální realista, spisovatel a dramatik, který se proslavil po celém světě.
Začátkem 20. století se objevili další významní spisovatelé jako Selma Lagerlöfová (získala Nobelovu cenu za literaturu v roce 1909) a Pär Lagerkvist (Nobelova cena v roce 1951). V letech 1949 až 1959 napsal Vilhelm Moberg tetralogii Vystěhovalci (švédsky: Utvandrarna), která je často považována za jedno z nejlepších švédských literárních děl.
V nedávné době ve světě prosadila hrstka švédských autorů, např. Henning Mankell, autor detektivních příběhů, a Stieg Larsson, autor napínavých románů. Mimo Švédsko je také velmi známá autorka příběhů pro děti Astrid Lindgrenová, která napsala díla jako Pipi Dlouhá punčocha, Emil z Lönnebergy a další. V roce 2011 získal Nobelovu cenu za literaturu básník Tomas Tranströmer.